# Maison de l'Élysée
Pour les articles homonymes, voir Élysée.
La maison de l'Élysée, également appelée Petit-Élysée est un bâtiment situé sur le territoire de la commune genevoise  de Céligny, en Suisse.

## Histoire
La maison de l'Élysée a été construite au XVIIIe siècle en molasse verte. C'est Elisabeth Torras (1723-1778), issue d’une famille du  Vivarais venue se réfugier à Genève à l’époque de la révocation de l’Edit de Nantes, qui acquit le domaine en 1764 et fit construire les bâtiments. Le domaine est acheté en 1801 par Jean-François Fatio, puis, en 1948, par le pianiste russe Nikita Magaloff avant d'être naturalisé suisse en 1959 et de s'installer à Vevey jusqu'à sa mort. Depuis, le domaine est toujours propriété de la famille Fatio.
L'ensemble du domaine est inscrit comme bien culturel d'importance nationale.